# Villa Olimpia
Villa Olimpia è una delle ville settecentesche del Miglio d'oro.
Si trova a San Giorgio a Cremano in via Enrico Pessina.
I resti della struttura architettonica barocca della villa sono rinvenibili all'interno dell'attuale edificio che attualmente la contiene e che risale ad epoca ottocentesca.
La dimora era costituita da un solo piano posto su quello basamentale.
All'interno, il cortile era sormontato da un arioso loggiato che dava sul giardino retrostante.
A sinistra dell'ingresso si trova la scala a blocco che originariamente era scoperta.
La piccola struttura è movimentata da rampanti e volte lunettate.
Sul controprospetto, sul quale sono ancora poste due torrette, in corrispondenza dell'atrio doveva esserci un terrazzo panoramico.
Qui è ancora visibile una medaglia in terracotta smaltata bianca che raffigura l'immagine di San Gennaro.